# Paweł Rzymianin
Paweł Rzymianin (zm. 1585) – lwowski architekt pochodzenia włoskiego, przedstawiciel renesansu.

## Życiorys
Był synem Dominika i Dominiki, obywateli rzymskich; przyjął lwowskie prawo miejskie w roku 1585, a zmarł w roku 1618. W źródłach występuje jako budowniczy – wykonawca oraz dostawca materiałów budowlanych. Można przypuszczać, że jako dzierżawca kamieniołomów prowadził duży warsztat kamieniarski, wykonujący w znaczną liczbę elementów dekoracji architektonicznej i rzeźbiarskiej, które montowano w wielu lwowskich budowlach. Znana jest jego umowa, w ramach której miał też dostarczać materiał na plac budowy, a później także nadzorować prace budowlane przy Cerkwi Wołoskiej. Znana jest też wzmianka Józefa Bartłomieja Zimorowica o zatrudnieniu muratora do kierowania budową kościoła Bernardynów według projektu o. Bernarda Avellidesa.

## Prace
- Kościół Benedyktynek we Lwowie budowany do około 1618 roku[1]
- Kościół w Żurowie
- Kamienica Królewska we Lwowie – budowana od 1580 roku, z pomocą Piotra Barbona
- Synagoga Złotej Róży budowana od 1582 roku, z drugim Włochem Pawłem Szczęśliwym
- Kolegiata św. Wawrzyńca w Żółkwi[2]
- fasada kamienicy Massarowskiej na rynku we Lwowie
- zakrystia przy katedrze ormiańskiej we Lwowie
- portal zamku w Żółkwi[1]
- Kościół Wniebowzięcia Najświętszej Marii Panny w Jezupolu[3]

## Prace przypisywane
- Kaplica Kampianów w katedrze łacińskiej we Lwowie (przeciwstawiał się tej atrybucji Mieczysław Gębarowicz[4])
- Cerkiew Wołoska we Lwowie (przeciwstawiał się tej atrybucji Jerzy Kowalczyk[5] oraz Adam Miłobędzki[6])
- Kościół Bernardynów we Lwowie, budowany w latach 1600–1630 przy udziale dwu budowniczych: B. Avelidesa, a po jego śmierci w 1619 roku budowę dokończył Ambroży Nutclauss (przeciwstawiał się tej atrybucji Czesław Thullie[7])
- portyk przy Katedrze ormiańskiej we Lwowie (przeciwstawiał się tej atrybucji Czesław Thullie[7])